# جنگنده روزانه

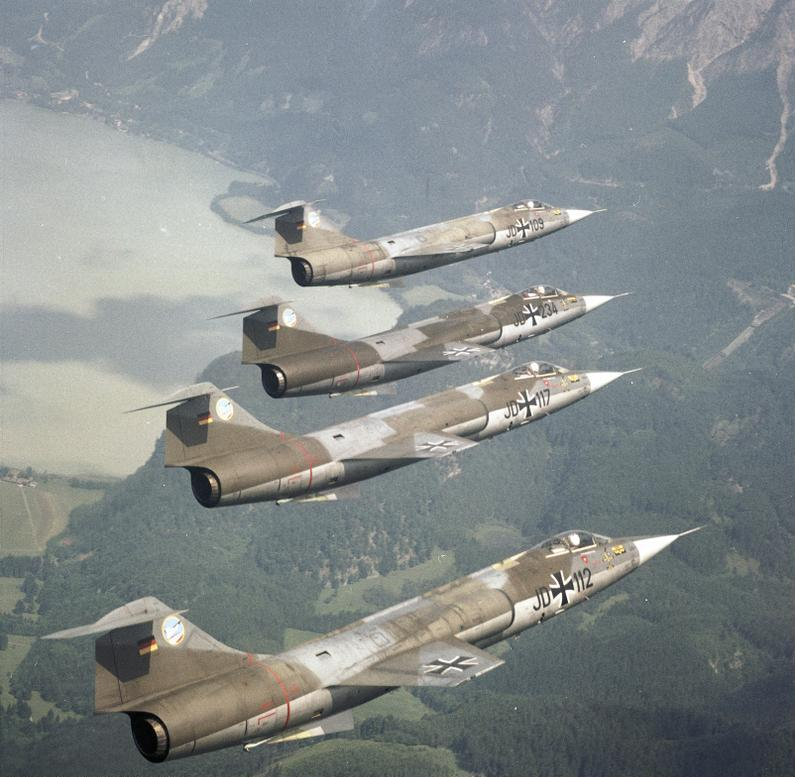
نمایی از چهارجنگندهٔ روزانه ارتش آلمان در سال ۱۹۶۵

یک جنگنده روزانه (انگلیسی: Day fighter) به نوعی هواپیمای جنگنده گفته می‌شود که مجهز به تجهیزات لازم برای رزم در شرایط شب یا آب و هوای بد با دید کم نبوده و تنها در شرایط روز با دید مناسب قابل استفاده باشد. 
این واژه برای تفکیک هواگردهای این‌چنینی از جنگنده شبانه ابداع گردید. پیش از ساخته شدن جنگنده شبانه، در واقع همه‌ی جنگنده‌ها جنگنده روزانه محسوب می‌شدند. به عنوان نمونه، می‌توان به سوپرمرین اسپیت‌فایر به عنوان یک جنگنده روزانه اشاره نمود.